# Westermeer (Slochteren)
Het Westermeer is een voormalig meertje of meerstal bij Luddeweer in de provincie Groningen. Het meer was in de negentiende eeuw eigendom van de gemeente Ten Boer, eerder vermoedelijk van het kerspel Woltersum of de heer van dat dorp.
'Westermeer' is tegenwoordig de naam van een boerderij aan de Luddeweersterweg 2 te Luddeweer.